# 향악잡영
〈향악잡영〉(鄕樂雜詠)은 신라 말의 학자 최치원이 지은 5수의 한시이다. 《삼국사기》( 권32, 〈잡지〉1, 악(樂))에 수록되어 있다. 신라오기(금환, 월전, 대면, 속독, 산예)를 각각 읊은 것인데, 신라의 악극을 연구하는 데 귀중한 자료가 되고 있다.